# Bioveta
Bioveta, a.s. je společnost se sídlem v Ivanovicích na Hané. Jedná se o výrobce imunologických a léčivých přípravků, řadí se k předním evropským farmaceutickým výrobcům. Její výrobní portfolio zahrnuje více než 200 přípravků pro zvířata i lidi. Nejvýznamnější skupinou výrobků jsou vakcíny a hormonální přípravky. V segmentu zájmových zvířat hrají významnou roli vakcíny pro psy, přípravky proti blechám a klíšťatům.

## Historie
V roce 1918 vznikl Státní ústav pro rozpoznání zvířecích nákaz a výrobu očkovacích látek v Ivanovicích na Hané. V roce 1951 byl název ústavu změněn na Bioveta. Současně s touto změnou vzniklo i logo podniku, charakterizované názvem Bioveta nad položenou ampulí v modrém nebo černém poli. Tato ochranná známka byla registrována od r. 1951 v rejstříku ochranných známek České republiky a od roku 1965 byl tento název chráněn i mezinárodně.
V roce 1995 byl státní podnik Bioveta byl zprivatizován formou veřejné soutěže společností Bioveta, s.r.o. a v roce 1996 vznikla akciová společnosti Bioveta, a.s.

## Současnost

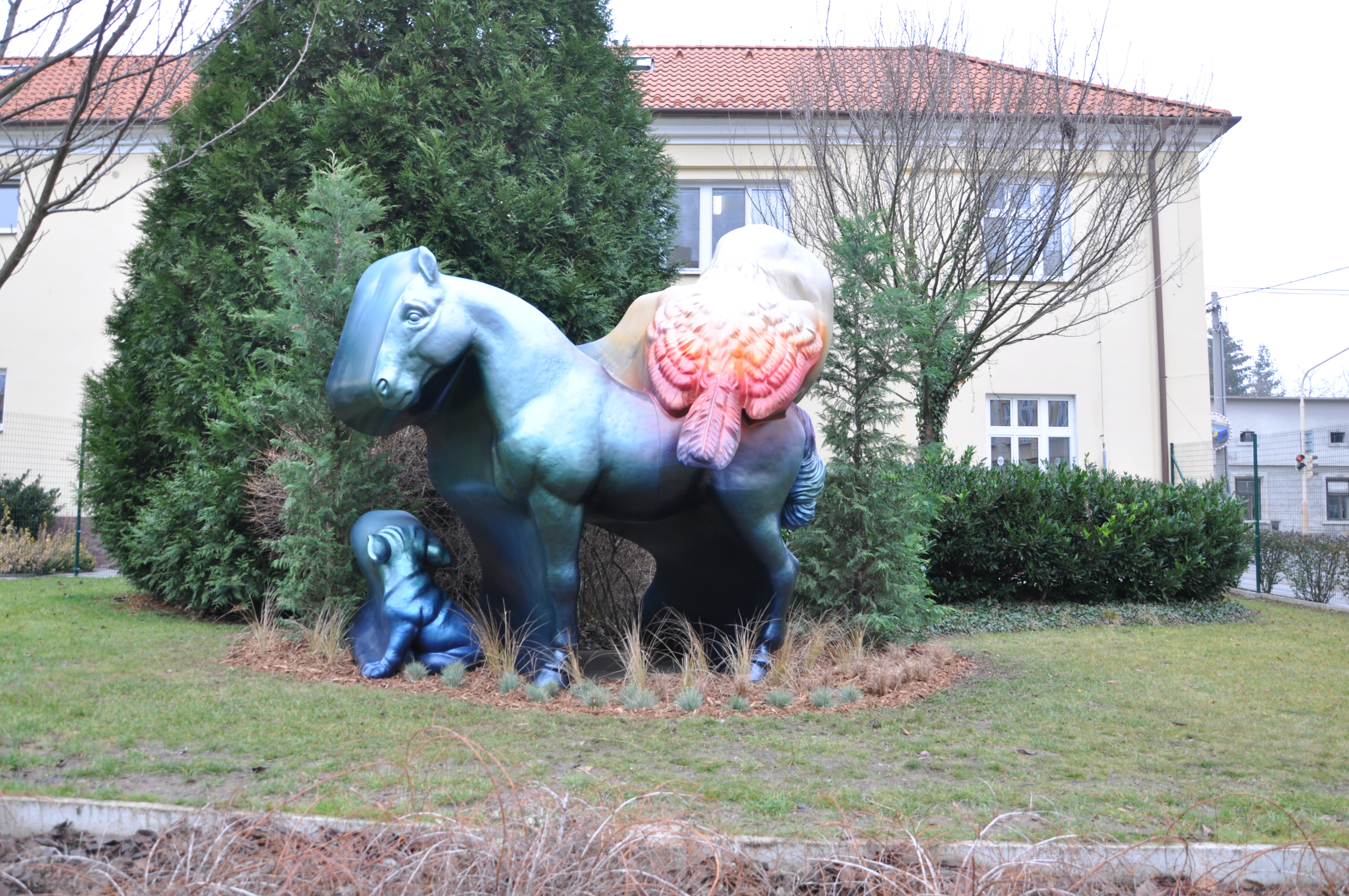
Sousoší psa, koně a ptáka v nadživotní velikosti a hada z Aeskulapovy hole, od významného akademického sochaře a literáta Lukáše Rittsteina, který vytvořil dílo, pro společnost Bioveta, na výstavu EXPO Milán 2015, začátkem prosince 2015 dorazilo do areálu Biovety v Ivanovicích na hané

Bioveta v současné době[kdy?] prodává na čtyřech kontinentech a více než 100 zemích celého světa. Mezi největší odběratele patří Dánsko, Turecko, Polsko, Rusko, Japonsko, Spojené státy americké, Německo a Švédsko.
1. února 2015 byla na trh byla uvedena nová řada vakcín Biocan NOVEL, u které výsledky testů prokázaly, že hladina protilátek proti psince, parvoviróze, infekční hepatitidě, infekční laryngotracheitidě a vzteklině, nepoklesne po dobu tří let od ukončení základní vakcinace pod protektivní hladinu protilátek.
V roce 2015 se firma se účastnila Všeobecné světové výstavy Expo 2015 v Miláně. Začátkem roku 2022 měla společnost 772 zaměstnanců.

### Veterinární přípravky společnosti Bioveta
Přípravky lze rozdělit do následujících kategorií:
1. Vakcíny – pro kočky, psy, skot, koně, prasata, drůbež, králíky, ostatní vakcíny
2. Hormony
3. Antibiotika
4. Antiparazitika
5. Anestetika a hypnotika
6. Vitamíny, minerály a jiné nutriční doplňky
7. Dezinfekční přípravky
8. Kloubní výživy
9. Dermatologické přípravky
10. Antiséra

Bioveta při výrobě dodržuje zásady GMP, GLP, GDP a kvalitní systém kontroly a řízení jakosti.

## Výskyt vztekliny v Česku
Za historicky nejúspěšnější výrobek společnosti lze považovat vakcínu proti vzteklině, která se stala nejpoužívanější vakcínou na světě využívanou k eradikaci vztekliny u lišek.
- Vzteklina nebyla od roku 2003 na území Česka diagnostikována a Česká republika tak splnila kritéria pro přiznání statutu "Země prostá vztekliny".

Podstatný podíl na této skutečnosti mají vakcíny společnosti Bioveta a to jak inaktivovaná vakcína k očkování psů, koček a dalších zvířat proti vzteklině, tak i orální vakcína, která je určena k imunizaci volně žijících lišek proti vzteklině.
Oba přípravky zajišťují u imunizovaných zvířat bezpečnou ochranu proti vzteklině.

### Ocenění společnosti
- V rámci 16. ročníku CZECH TOP 100, žebříčku významných českých firem, společnost získala prestižní ratingové hodnocení „ČEKIA Stability Award“ a zařadila se tak mezi nejstabilnější firmy v České republice.
- Bioveta se stala vítězem druhého ročníku soutěže „Best Innovator 2014“, která hodnotí řízení inovačního procesu, v kategorii malých a středních podniků.